# Chiesa del Carmelo (Cuglieri)
La chiesa della Beata Vergine del Carmelo è una chiesa di Cuglieri, in provincia di Oristano, in Sardegna. Si trova nel centro storico del paese.

## Storia e descrizione

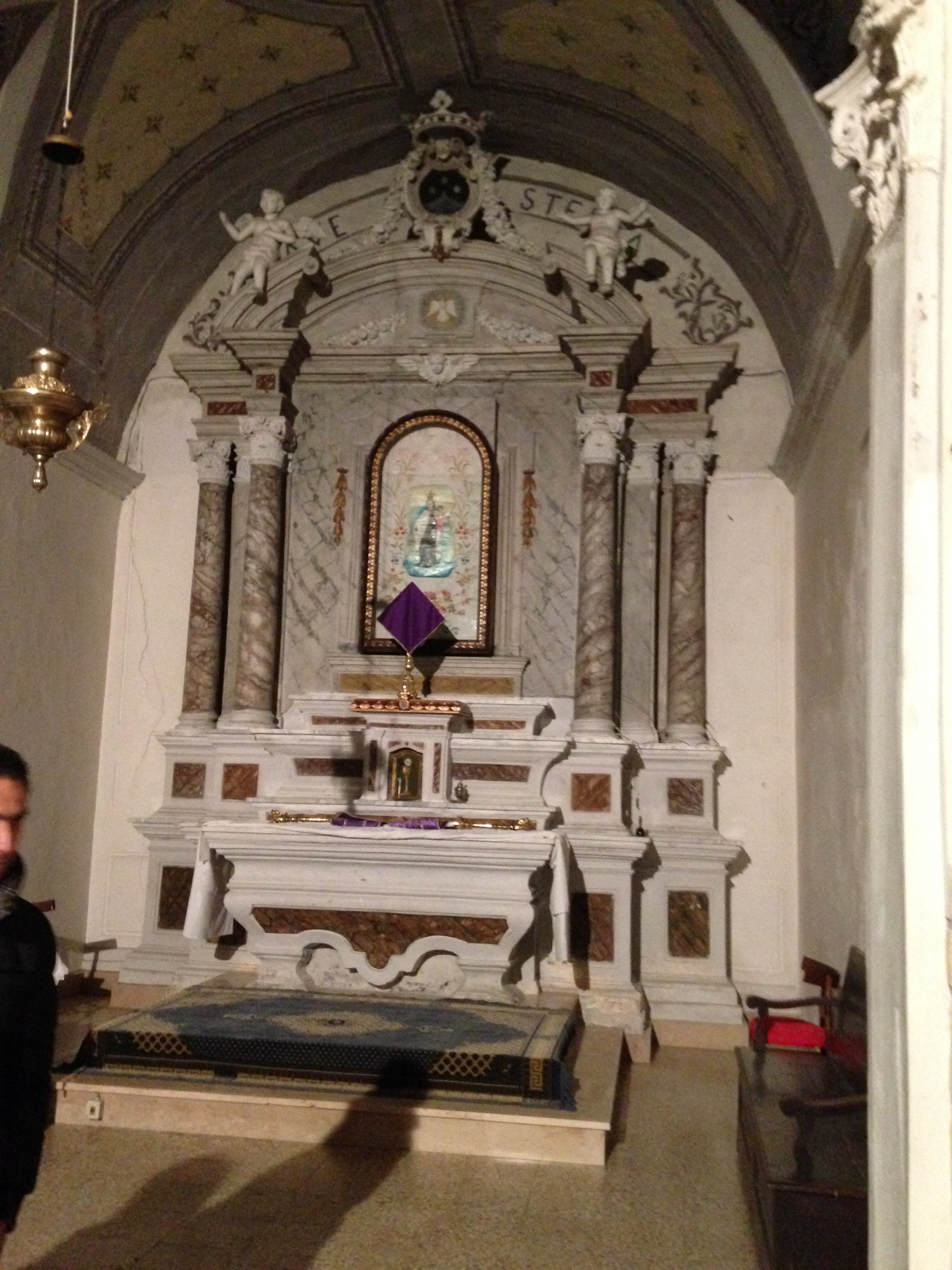
L'altare della chiesa

Di questa chiesa si trova traccia in alcuni documenti del 1600 sotto il nome di chiesa di Sant'Urbano. Dal 13 novembre 1702, con bolla del papa Clemente XI, il nome della chiesa è quello di Beata Vergine del Carmelo. La chiesa presenta nella facciata una finestra e il campanile. Durante i festeggiamenti sulla finestra della chiesa viene posta una lettera M elettrica che viene accesa di sera. Alla fine di ottobre 2015 il campanile della chiesa durante un temporale, è stato danneggiato da un fulmine facendo cadere l'intonaco a terra. Il campanile è ancora oggi privo della campana.
La chiesa del Carmelo era in origine intitolata a sant'Urbano (già ex Santissima Trinità). Non si hanno molte notizie ma è noto come la sua facciata venne rinnovata nel 1740, come attestato da un'iscrizione. Ha sede un'omonima confraternita eretta con bolla del 13 novembre 1702.
A Cuglieri la devozione per la Vergine del Monte Carmelo è fortemente radicata e ogni anno durante la celebrazione delle funzioni, dal 15 al 23 luglio, è numerosa la presenza di fedeli. Il giorno della festa e durante tutta la novena viene eseguito il canto delle Litanie Carmelitane accompagnate con l'organo a canne presente nella chiesa, restaurato e reso nuovamente funzionante nel 2000. Lo strumento risale al XVIII-XIX secolo, del tipo positivo napoletano ed è collocato sulla tribuna. Nella sacrestia si conservano gli antichi spartiti delle Litanie, recentemente rinvenuti e filologicamente studiati.